# معركة خليج تشيمولبو
معركة خليج تشيمولبو (بالروسية: Бой у Чемульпо) هي معركة بحرية وقعت في بداية الحرب الروسية اليابانية في 9 فبراير 1904 بخليج تشيمولبو في إنشيون بالإمبواطورية الكورية.

## الخلفية
أعلنت اليابان الحرب على روسيا في 8 فبراير 1904 ونفذت البحرية اليابانية هجوما بحريا استباقيا على ميناء بورت آرثر الروسي في ليلة 8 فبراير حيث يوجد اسطول المحيط الهادي لتنشب بذلك معركة بورت آرثر البحرية.
في ذلك الوقت كان الطراد الروسي فارياغ وزورق المدفعية الروسي كورييتس يتواجدان في ميناء تشيمولبو الكوري. في حين احكم اليابانيون الحصار على الخليج وحين توجهت سفينة «كورييتس» إلى بور آرثر تعرضت لهجوم ياباني لدى خروجها من الخليج واضطرت إلى العودة للميناء. وتلقى ربان طراد «فارياغ» فسيفولود رودنيف في اليوم التالي إنذارا أخيرا من قائد الاسطول الياباني قضى بمغادرة الميناء. لكن رودنيف اتخذ قرارا بالسير إلى ميناء بورت آرثر وخوض المعركة.

## المعركة
سارت السفينتين الروسيتين الخارجتين من الميناء وبعد اصطدام السفينتين الروسيتين بسفن الاسطول الياباني عرض عليهما الاستسلام. لكن لم يتم الرد. فاطلق اليابانيون النيران ودامت المعركة غير المتكافئة 50 دقيقة. واطلق طراد «فارياغ» خلالها 1105 قذيفة ادت إلى اغراق مدمرة يابانية واحدة وإلحاق اضرار بالطرادات اليابانية الاربعة. وخسر اليابانيون في المعركة 30 فردا واصيب 200 فرد بجروح.
اما طراد «فارياغ» فتعرض لـ 5 اصابات تسببت بخروق في دروعه. وتم تدمير 3 مدافع له وسقط ضابط واحد و30 بحارا واصيب 6 ضباط و 85 بجروح خطيرة بالإضافة إلى 100 فرد اصيبوا بجروح خفيفة. وفقدت السفية الروسية القدرة على مواصلة المعركة فعادت إلى الميناء حيث امر ربانها باغراق السفينة. اما سفينة «كورييتس» المساعدة فقامت بتفجير نفسها. وانقذت السفن البريطانية والفرنسية والإيطالية من تبقى من افراد الطاقم.

## مصدر
- روسيا اليوم